# Блісс (Айдахо)
Блісс (англ. Bliss) — місто в окрузі Ґудінґ, штат Айдахо, США. Згідно з переписом 2010 року населення становило 318 осіб. Часто з'являється в списках незвичних географічних назв.

## Географія
Блісс розташований за координатами 42°55′32″ пн. ш. 114°56′51″ зх. д. / 42.92556° пн. ш. 114.94750° зх. д. (42.925443, -114.947479).  За даними Бюро перепису населення США в 2010 році місто мало площу 1,61 км², з яких 1,60 км² — суходіл та 0,00 км² — водойми. В 2017 році площа становила 1,91 км², з яких 1,91 км² — суходіл та 0,00 км² — водойми.

## Демографія

### Перепис 2010 року
Згідно з переписом 2010 року, у місті проживало 318 осіб у 117 домогосподарствах у складі 72 родин. Густота населення становила 198,0 ос./км². Було 138 помешкань, середня густота яких становила 85,9/км². Расовий склад міста: 72,3% білих, 0,3% індіанців, 2,2% азіатів, 23,6% інших рас, а також 1,6% людей, які зараховують себе до двох або більше рас. Іспанці та латиноамериканці незалежно від раси становили 34,6% населення.
Із 117 домогосподарств 38,5% мали дітей віком до 18 років, які жили з батьками; 45,3% були подружжями, які жили разом; 12,8% мали господиню без чоловіка; 3,4% мали господаря без дружини і 38,5% не були родинами. 33,3% домогосподарств складалися з однієї особи, у тому числі 5,1% віком 65 і більше років. У середньому на домогосподарство припадало 2,72 мешканця, а середній розмір родини становив 3,65 особи.
Середній вік жителів міста становив 34,8 року. Із них 28,9% були віком до 18 років; 10,1% — від 18 до 24; 23,7% від 25 до 44; 29,2% від 45 до 64 і 8,2% — 65 років або старші. Статевий склад населення: 50,9% — чоловіки і 49,1% — жінки.
Середній дохід на одне домашнє господарство  становив 31 742 долари США (медіана — 25 000), а середній дохід на одну сім'ю — 33 951 долар (медіана — 31 875). За межею бідності перебувало 31,8 % осіб, у тому числі 58,0 % дітей у віці до 18 років та 2,7 % осіб у віці 65 років та старших.
Цивільне працевлаштоване населення становило 148 осіб. Основні галузі зайнятості: сільське господарство, лісництво, риболовля — 17,6 %, роздрібна торгівля — 10,1 %, науковці, спеціалісти, менеджери — 10,1 %.

### Перепис 2000 року
Станом на 2000 рік середній дохід домогосподарств у місті становив $25 313, родин — $32 500. Середній дохід чоловіків становив $29 821 проти $14 375 у жінок. Дохід на душу населення в місті був $10 731. Приблизно 11,5% родин і 12,2% населення перебували за межею бідності, включаючи 13,6% віком до 18 років 4,2% від 65 і старших.